# La Rica
La Rica es una localidad argentina de la provincia de Buenos Aires, perteneciente al partido de Chivilcoy.
Se encuentra a 20 km al sur de la ciudad cabecera, accediéndose por la ruta provincial 30.

## Historia
El pasado de la localidad, debe localizarse a principios del siglo XIX, cuando en la zona aledaña al arroyo Las Saladas y la Cañada Rica, se habían ya establecido numerosas poblaciones y fraccionado las tierras, las cuales fueron utilizados en su momento para cría de ganado.
En esta zona otrora demográficamente importante, se establece la familia López, cuando don Manuel López establece la estancia "La Rica". De la familia López, salen personajes de una intensa actividad política en el quehacer local, siendo inclusive Manuel López uno de los primeros intendentes municipales de Chivilcoy, y jefe de una facción política que se hacía llamar "los loperos", en rivalidad a Vicente Loveyra, entre otros.
Ya con el auge ferroviario, se establecen en las inmediaciones de la estancia (hoy centro de actividades turísticas rurales y patrimonio histórico), dos estaciones ferroviarias de nombre La Rica. Una de ellas, sobre el Ramal Gorostiaga - Anderson, del Ferrocarril Oeste, y la otra, sobre el trazado del Ferrocarril Midland. 
El asentamiento poblacional, se constituye en torno a estas estaciones. Actualmente no presta servicios de pasajeros. Sus vías están a cargo de la empresa estatal de cargas Trenes Argentinos Cargas y Logística, sin embargo las vías se encuentran sin uso y en estado de abandono.
Hoy en día la localidad ha perdido un importante porcentaje de población merced de la desocupación y las emigraciones, aunque posee una importante potencialidad dada su ubicación sobre una ruta pavimentada (ruta provincial N.º 30) y otra sin pavimentar que une con localidades del interior (ruta provincial N.º 44). 
El pueblo cuenta con un destacamento policial, una capilla, un dispensario médico, la escuela primaria y jardín de infantes y el club social y deportivo La Rica.
Durante el año se realizan diversas atracciones que convocan gran cantidad de gente de Chivilcoy y de pueblos aledaños, como el Festival de Vuelo que incluye barrileteada, parapentes, aviones, drones, y muchos juegos para toda la familia. Se destaca además la presencia de show musicales, exposiciones de fotografía, artes plásticas, feria artesanal y cultural.  
El principal atractivo turístico está dado por la Estancia La Rica, una casa rural de estilo elegante con piscina exterior de temporada y grandes jardines. Data del año 1851 y se encuentra a 7 km del centro del pueblo. Se ofrecen bicicletas y coches de alquiler.  
En el club La Rica el espíritu solidario es lo que sobresale. La gente suele llevar su propia vajilla, porque los elementos de cocina que hay no son suficientes para suministrarle a los comensales que quieran disfrutar de una comida. Así, gracias a la solidaridad de las personas que se acercan, el club todavía es el emblema del pueblo.  
Desde Buenos Aires se accede mediante la Autopista Acceso Oeste, después la RN7 y RN5 hacia RP30 en Chivilcoy.

## Población
Cuenta con 118 habitantes (Indec, 2010), lo que representa un descenso del 25% frente a los 157 habitantes (Indec, 2001) del censo anterior.
| Gráfica de evolución demográfica de La Rica entre 1991 y 2010 |
|                                                               |
| Fuente: Censos nacionales del INDEC                           |